# 1 Gwardyjski Korpus Zmechanizowany
1 Gwardyjski Wiedeński Korpus Zmechanizowany odznaczony Orderem Lenina i Orderem Kutuzowa (ros. 1-й гвардейский механизированный Венский орденов Ленина и Кутузова корпус) – związek operacyjno-taktyczny wojsk w składzie Armii Czerwonej z okresu II wojny światowej.
Korpus rozpoczął formowanie na mocy rozkazu Ludowego Komisariatu Obrony nr 00220 z dnia 22 października 1942 i Dyrektywy Zastępcy LKO Nr ORG/2/2510 z 24 października 1942 na bazie 1 Gwardyjskiej Dywizji Strzeleckiej wycofanej z Frontu Briańskiego jako 1 Gwardyjski Korpus Zmechanizowany. Formowanie korpusu miało miejsce w Wołżańskim Okręgu Wojskowym od 1 do 10 listopada 1942, dyslokacja: rejon Atkarsk–Tatiszczewo.
Korpus brał udział w operacjach II wojny światowej:
- 1. Operacja Uran [19.11.1942 – 02.02.1943];
- 2. Operacja Mały Saturn;
- 3. Operacja millerowo-woroszyłowgradzka [01.01.1943 – 22.02.1943]
- 4. Operacja kurska [05.07.1943 – 23.07.1943]
- 5. Operacja donbaska [13.08.1943 – 22.09.1943]
- 6. Operacja niżniednieprowska [26.09.1943 – 20.12.1943]
- 7. Operacja melitopolska [10.10.1943 – 14.10.1943]
- 8. Operacja budapesztańska [29.10.1944 – 13.02.1945]
- 9. Operacja balatońska [06.03.1945 – 15.03.1945]
- 10. Operacja wiedeńska [16.03.1945 – 15.04.1945][1].

## Dowódcy
- gen. mjr Iwan Russijanow 02.11.1942 – 00.03.1943 (w marcu 1943 ubył na leczenie szpitalne);
- gen. mjr Siergiej Dienisow, cz.p.o., 18.03.1943 – 26.04.1943
- gen. mjr (od 7 czerwca 1943 gen. por.) Iwan Russijanow 00.04.1943 – 00.06.1945[2].